# Beneficência Portuguesa de Porto Alegre
A Beneficência Portuguesa de Porto Alegre é uma instituição hospitalar filantrópica brasileira da cidade de Porto Alegre, estado do Rio Grande do Sul. Está situada à avenida Independência, n° 270, no bairro Independência. Em 1977 o prédio histórico foi incluído pela Prefeitura no Inventário dos Bens Imóveis de Valor Histórico e Cultural e de Expressiva Tradição.
Fundada em 1854, tornou-se uma da mais tradicionais instituições de saúde da cidade, mas na década de 1990 começou a entrar em uma longa crise. Em 2022 foi declarada insolvente, com uma dívida trabalhista de 250 milhões de reais. No mesmo ano o hospital deixou de funcionar e a justiça decretou a venda de suas instalações para cobrir a dívida.

## História

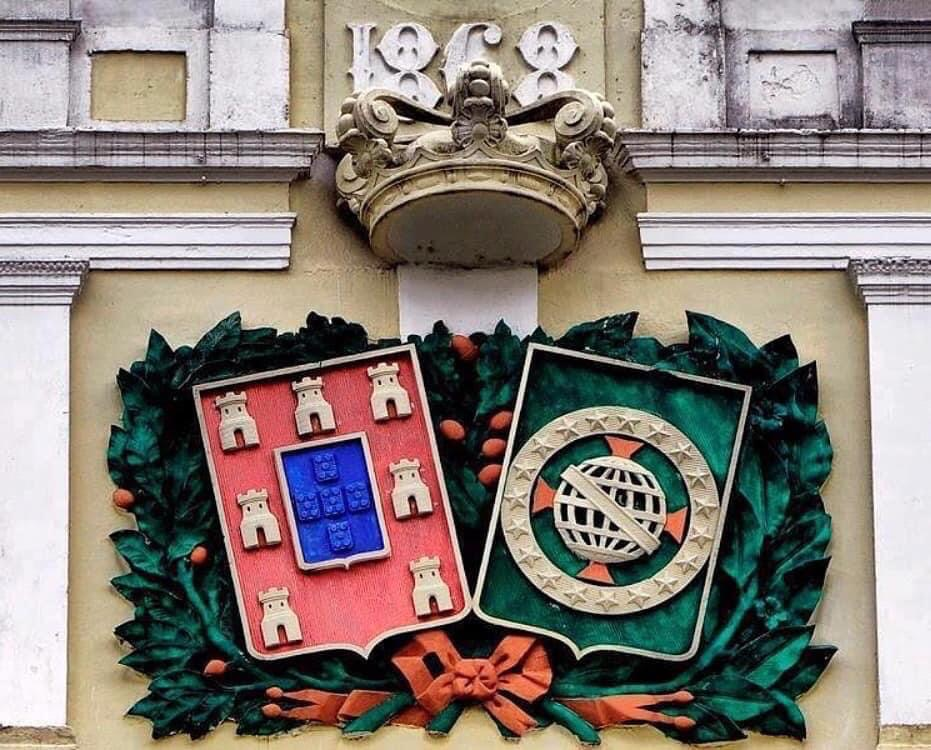
Brasão real de Portugal e brasão imperial do Brasil unidos sob uma coroa real, no frontão da fachada do prédio histórico da Beneficência Portuguesa.

Após a independência do Brasil em 1822 os portugueses aqui residentes viram-se impedidos de criar novas Santas Casas, e como forma de manter coesa a presença lusa nestas terras, tomaram a iniciativa de criar hospitais onde quer que existisse uma comunidade de seus patrícios, amigos ou descendentes. A ideia de fundar-se uma entidade filantrópica portuguesa em Porto Alegre remonta a 1845, quando foi levada ao conhecimento do Vice-Presidente da Província em exercício, o major Patrício José Correia da Câmara, que mostrou sua boa vontade apoiando a causa. Entretanto, recém havia sido encerrado o conflito da Revolução Farroupilha, que entre outros objetos havia hostilizado o Partido Restaurador, em grande parte composto de portugueses, e o projeto, envolvido em suspeitas e hesitações políticas, foi temporariamente abandonado.

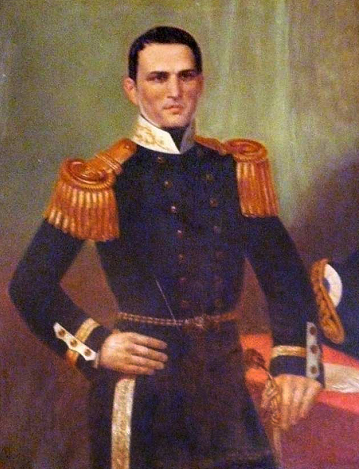
Antônio Maria do Amaral Ribeiro, primeiro presidente da Beneficência Portuguesa.

Em 1854, já reconciliados os espíritos lusitanos e brasileiros no Rio Grande do Sul, recebeu-se a notícia da morte da Rainha de Portugal D. Maria II, irmã do então imperador do Brasil, D. Pedro II, e houve intensa comoção na cidade, sendo organizadas diversas solenidades para homenagear e prantear a finada soberana. Neste clima emocional a imprensa começou a instigar a comunidade portuguesa para que se criasse, a exemplo de outros locais, uma entidade assistencialista própria. Assim, reuniram-se em 26 de fevereiro alguns lusos, liderados pelo vice-cônsul honorário de Portugal, Antônio Maria do Amaral Ribeiro, em uma sala da Santa Casa de Misericórdia, e ali fundaram a Sociedade Beneficente, posta sob a proteção do rei D. Fernando II de Portugal. No discurso que proferiu, Ribeiro salientou o caráter patriótico da iniciativa, e que devido à pouca atenção das autoridades brasileiras para com a comunidade lusa, nada melhor que os próprios lusos assumissem a responsabilidade pelo seu atendimento médico e social.
A primeira diretoria foi composta de Antônio  do Amaral Ribeiro, presidente; Joaquim Caetano Pinto, secretário; Francisco José Belo, tesoureiro; Antônio Ribeiro da Silva e Faustino de Oliveira Guimarães, suplentes; Antônio Santos Paranhos, Joaquim Porto Maia, Jerônimo Veloso Pacheco, Antônio Félix de Bittencourt, Manoel Ferreira Guimarães, Domingos Ribeiro Álvares e José Antônio Barreiros, conselheiros.
De início a Sociedade não dispunha de sede própria, e estabeleceu-se um contrato com a Santa Casa para atendimento de seus doentes, cujo número não cessava de crescer. No fim do primeiro ano de existência já estavam associadas 557 pessoas, com um fundo de 5:920$680 réis. Em 28 de maio de 1856, sendo presidente Domingos José Lopes, foi comprada uma casa na antiga Rua da Figueira, atual rua Coronel Genuíno, e lá deu entrada o primeiro paciente português em 2 de fevereiro de 1859.

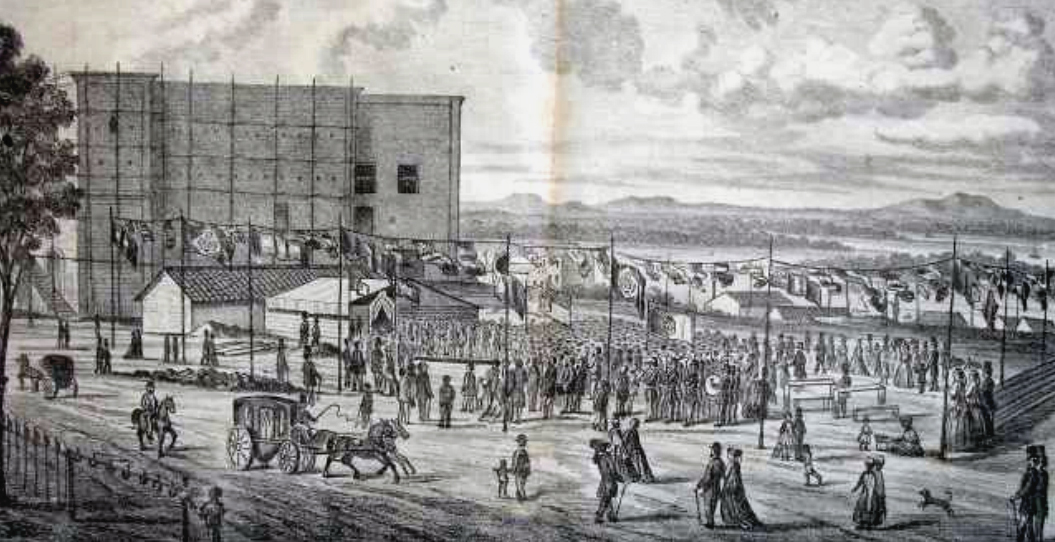
Cerimônia de lançamento da pedra fundamental do novo edifício, 1867

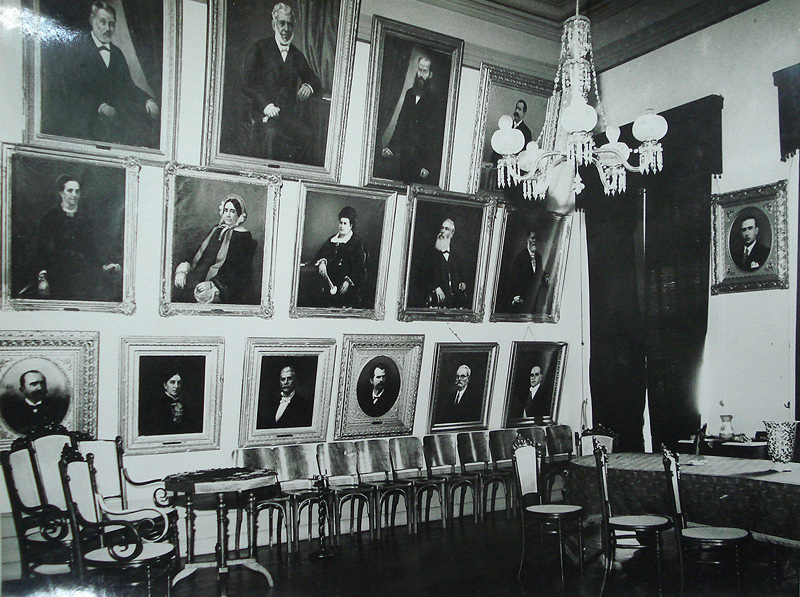
Antigo Salão Nobre no prédio histórico, com quadros de sócios beneméritos.

Em 1863 a casa foi reformada e foram adquiridos dois prédios contíguos, mas progressivamente se fez sentir a necessidade de ampliar o espaço de atendimento. Com o surto de cólera na cidade em 1867, quando diversos pacientes foram salvos no pequeno ambulatório original, reacendeu-se o desejo por uma sede maior. Foi conseguido um terreno no antigo Caminho da Aldeia, a atual avenida Independência, doado pelo Dr. Dionísio de Oliveira Silveiro e sua esposa, D. Maria Sofia da Silva Freire. A planta para o novo hospital ficou a cargo do engenheiro Frederico Heydtmann, sendo mestre de obras Antônio Francisco Pereira dos Santos. O desenho da fachada coube a Inácio Weingärtner.
A pedra fundamental do novo edifício foi lançada em 29 de junho de 1867, e graças a diversas doações e à realização de leilões, recitais e outros eventos para arrecadação de recursos, a obra foi inaugurada em 29 de junho de 1870, o que ocorreu em meio a grandes festejos. No início de 1871 ficou pronta a primeira capela, no interior do prédio, sendo instalado seu primeiro capelão, o padre Joaquim Cirilo da Cunha, em 12 de fevereiro. Em 29 de junho de 1872 foi entronizado o Padroeiro, São Pedro, cuja imagem foi doada por José Fernandes Granja.
O prédio histórico é constituído de dois pavimentos, em disposição simétrica, com um corpo central em projeção e alas laterais com dois blocos nos extremos que também se projetam à frente. A fachada, em estilo eclético com predomínio de elementos neoclássicos, se ergue sobre um pequeno embasamento, e uma escadaria em pedra de lioz leva à porta de entrada. As aberturas são todas em arco redondo, separadas por pilastras jônicas no primeiro piso e coríntias no segundo, onde são dotadas de sacadas com gradis de ferro trabalhado, e arremate superior em edícula. Coroa o prédio uma platibanda com um frontão alinhado à entrada, onde um relevo mostra os brasões do Reino de Portugal e do Império do Brasil, encimados de uma coroa real, mais o nome da instituição - BENEFICENCIA PORTUGUEZA - e a data 1868. No interior se destacam as escadarias ricamente entalhadas e o Salão Nobre, com decoração em relevo, vitrais e uma coleção de retratos de beneméritos.
Após sua mudança para a nova sede, a Beneficência Portuguesa não cessou de ampliar sua presença na sociedade gaúcha. Em 1884 participou do movimento local de emancipação de escravos doando muitas cartas de alforria. Cresceu o número de atendimentos, de associados e o volume de seu patrimônio, aumentado com doações em forma de imóveis, heranças, loterias especiais e outras fontes. Em 1892 foram feitas melhorias nas instalações, sendo criadas salas para consultórios no térreo, bem como uma farmácia, e no andar superior o Salão Nobre foi reformado para abrir espaço para novos quartos. Em 1894 foi completamente aparelhada a sala de cirurgia, com equipamento encomendado em Portugal ao custo de 2:500$000 réis.

### Século XX
Em 1900 a Sociedade dispunha de um patrimônio avaliado em 397:080$940 réis, e não havia nenhuma dívida. Em 1902 foram criadas uma enfermaria para doenças contagiosas e uma estufa para desinfecção. Em 1907 foi adquirido um terreno para criação de um cemitério de associados, junto ao Cemitério São Miguel e Almas, que foi consagrado em 24 de outubro de 1909. Neste mesmo ano foram reformadas as salas de cirurgia, os encanamentos de água e gás, e instalada a lavanderia. Em 1911 foi criada a enfermaria feminina e instalada a luz elétrica. Em 1915 foi levantada uma capela separada, no terreno de lado, sendo sagrada em 13 de fevereiro de 1916 por Dom João Becker, a qual foi novamente transferida em 1929 para os fundos do hospital.

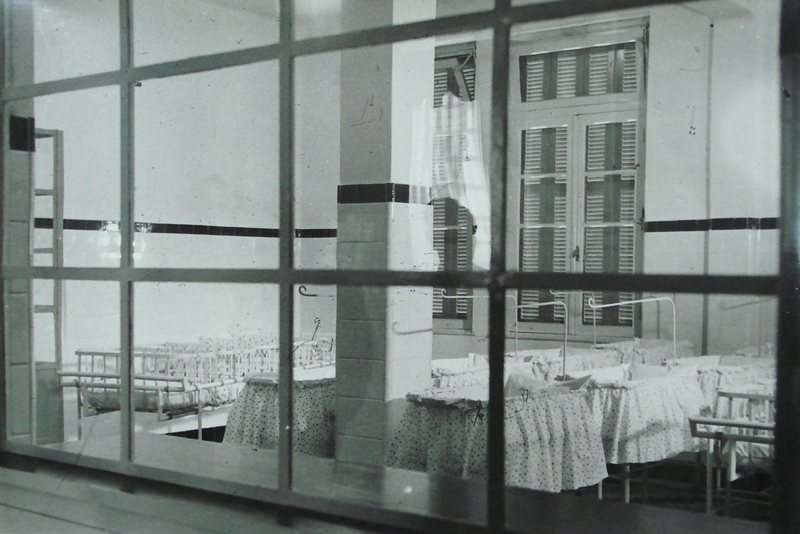
Antiga maternidade.

Em 1 de setembro de 1923 a administração interna do hospital foi entregue às irmãs da Divina Providência, reconhecidas por sua eficiência, sob a direção da Madre Egbertina, inaugurando uma nova fase no funcionamento da entidade. Em 1928 foi inaugurada uma nova ala, construída em terreno adquirido em 1925, nos fundos do hospital. Ali foram instalados o Gabinete de Radiologia, o Gabinete de Diatermia, um consultório e duas novas salas de operação. Em 1936 foi aberta outra dependência, na rua da Conceição, onde se estabeleceu a maternidade. Em 1937 foi adquirida uma extensa área de terra em Gravataí, com 130 ha de matos, pastagens e aguadas, no intuito de instalar-se uma granja que pudesse gerar fundos adicionais, e criar-se o Retiro da Velhice. Em 1950 foi criado um novo bloco, com 71 apartamentos e doze quartos, uma maternidade moderna, consultórios, novas salas de cirurgia e uma grande cozinha.
Em 1951 a Beneficência Portuguesa participou como convidada no IV Congresso Sul-Americano de Neurocirurgia, que foi um marco na vida médica e científica na cidade, e a partir dali os seus serviços na área neurológica se tornaram reconhecidos em todo o Brasil e mesmo no exterior. Neste ano também recebeu um diploma de primeira colocada na preferência do público, e foi criada a Clínica Neurocirúrgica. No ano seguinte foram adquiridos novos terrenos e foi construído e inaugurado o Instituto de Radioterapia.
Desde então o complexo tornou-se um dos hospitais mais importantes da cidade, tendo sido na década de 1950 a maternidade mais procurada de Porto Alegre, e mais tarde ampliando sua abrangência e aprofundando-se nas especialidades de Neurologia e Neurocirurgia, atendendo expressiva parcela da população. Passou a receber também pacientes encaminhados dos hospitais Conceição e Clínicas, desafogando estes centros de saúde. Em 1996 seus estatutos foram reformulados de modo que a instituição se adequasse ao Sistema Único de Saúde (SUS), entrando na categoria de hospital filantrópico e podendo atuar com maior desenvoltura. 
Seu arquivo histórico possui significativo acervo documental, contendo registros de pacientes, livros de contabilidade, registros de compras de material, pagamentos, doações, listas de associados, diplomas, registros sobre o cemitério, plantas arquiteturais, inventários de patrimônio, prontuários médicos, correspondência, atas oficiais, jornais, impressos diversos e outros. Em seu Salão Nobre é conservada uma importante coleção de retratos pintados de seus sócios beneméritos.

## Crise
No final da década de 1990 começou a fugir ao controle uma crise administrativa e financeira, com a habitual defasagem entre despesas e receitas que experimenta a área de saúde no Brasil, crise que levaria a tradicional instituição à beira do colapso. Foram estabelecidas então diversas parcerias para uma gestão mais eficiente, e lançados novos projetos, como o da instalação de um Centro Clínico com 85 salas, do ambulatório de Traumatologia e Ortopedia, e do Centro de Marcapasso.
Ao iniciar o século XXI, sua situação de penúria piorou, mas apesar das dificuldades, em 2003 o hospital foi destacado com o segundo lugar em bom atendimento no Rio Grande do Sul. Porém, em 2007 teve sua execução decretada pelo INSS, devendo ter seu prédio leiloado, mas o processo foi revertido judicialmente. Sua condição era periclitante, com uma dívida de cerca de 18 milhões de reais, e sofria há muito tempo com a falta de repasse das verbas estatais a que teria direito e com o baixo valor reembolsado pelos convênios. Em 2017, com vários meses de salário atrasado, parte dos funcionários paralisou suas atividades. Neste ano, por não cumprir as metas conveniadas, a Prefeitura terminou seu contrato com a instituição, que se encontrava ameaçada de fechar as portas.
Desde 2018 administrada pela Associação Beneficente São Miguel, que assumiu a responsabilidade de quitar as dívidas, que em julho deste ano alcançavam o valor de R$ 100 milhões, a situação se tornou mais complexa. A Associação Beneficente foi acusada de produzir mais dívidas, não cumprir os termos do contrato e deixar sem condições de funcionar o bloco cirúrgico, as salas de UTI, a farmácia e a cozinha. Salários foram atrasados novamente. A situação acabou sendo levada à justiça e gerou uma polêmica pública.
Mesmo assim diversos novos projetos foram lançados. Em 2021 inaugurou a Unidade de Internação B com 32 leitos, e foi prevista a abertura de um centro de alta complexidade com três salas cirúrgicas e nove leitos de recuperação. Em matéria de junho referente à solenidade de abertura, a Prefeitura declarou que a instituição "faz parte da história dos serviços de saúde da cidade" e tem sido "importante parceiro da Prefeitura de Porto Alegre na disponibilização de serviços SUS na Capital". Também foi anunciada a reabertura da capela e lançado o projeto Brilha Beneficência, prevendo a restauração e iluminação da fachada histórica, dos pátios internos e do chafariz. Neste ano a Câmara de Vereadores homenageou a instituição centenária.
A despeito das tentativas de recuperação, em 2022 a Beneficência foi declarada insolvente e o hospital foi desativado, e por determinação judicial foi anunciada sua venda para cobrir uma dívida trabalhista de 250 milhões de reais. O valor dos prédios foi orçado em 49,1 milhões, mas a liquidação forçada os rebaixou para 34,1 milhões. A Associação Beneficente recorreu da decisão. Diante da perspectiva da perda de mais de 200 leitos para o sistema de saúde da cidade, o Sindicato Médico do Rio Grande do Sul lançou uma campanha para o salvamento da instituição. O hospital foi efetivamente a leilão, com avaliação de 70,9 milhões de reais, sendo arrematado pela empresa mineira AFC Holding pelo valor de 41 milhões. Em abril de 2024 o leilão foi anulado pela justiça, sob a justificativa de que o valor arrematado era muito inferior à avaliação, sendo determinada a realização de novo leilão com o valor de avaliação rebaixado para 60 milhões. Em abril de 2025 o diretor técnico da AFC Holding anunciou que esperava para o segundo semestre a aprovação de projetos de investimento de 250 milhões de reais para possibilitar a reabertura do hospital, que deve incluir a construção de um anexo novo.

## Estrutura e serviços
A sociedade é uma instituição filantrópica, sem fins lucrativos, e se organiza através de uma assembleia geral, que é soberana, um conselho deliberativo, um conselho fiscal e uma diretoria, além de um corpo de associados que ronda os três mil contribuintes.
Segundo dados de 2004, o corpo funcional do hospital da Beneficência era formado por cerca de cem médicos e 320 funcionários, dentre enfermeiros, atendentes e administradores, e conta com cerca de 150 leitos para internação. Aproximadamente 70% dos procedimentos eram realizados em convênio com o SUS e o Instituto de Previdência do Estado do Rio Grande do Sul (IPE).

### Especialidades

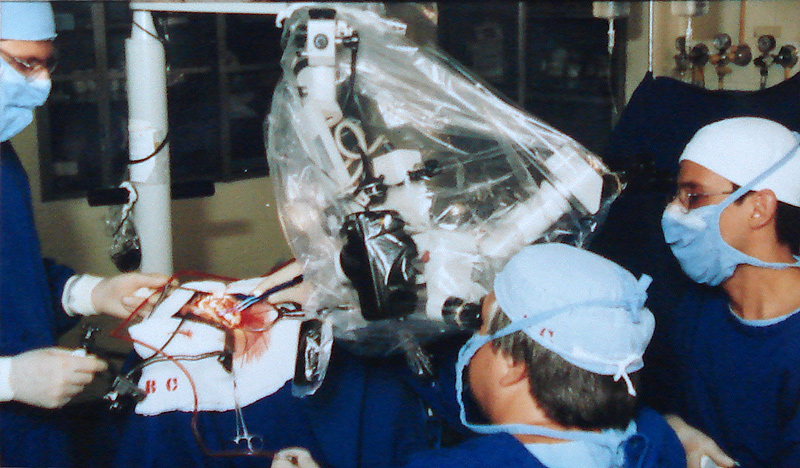
Equipe de neurocirurgia em ação.

Dentre todas as áreas médicas a Beneficência Portuguesa foi reconhecida nacionalmente pela excelência dos serviços prestados principalmente em neurologia e neurocirurgia. As suas especialidades:
| - Cardiologia - Clínica geral e medicina interna - Cirurgia geral - Videocirurgia - Cirurgia plástica - Fisiatria - Fisioterapia - Fonoaudiologia - Gastroenterologia - Ginecologia | - Hemoterapia - Neurologia - Nefrologia - Neurorradiologia - Oncologia - Otorrinolaringologia - Pneumologia - Psicologia - Proctologia - Traumatologia - Urologia |  |

### Clínicas cirúrgicas
- Neurocirurgia
- Cirurgia vascular
- Cirurgia de cabeça e pescoço
- Cirurgia plástica

| - Cirurgia geral - Videocirurgia - Cirurgia urológica - Traumatologia e ortopedia |

### Serviços de diagnósticos
| - Angiografia digital e intervencionista - Ecografia Doppler - Eletrocardiografia - Eletroencefalografia - Endoscopia digestiva e respiratória - Laboratório de análises clínicas - Radiologia | - Tomografia computadorizada e helicoidal - Anatomia patológica e citopatologia - Densitometria óssea - Ultra-som - Ressonância magnética - Mamografia - Medicina nuclear in vivo |  |

## Museu de História da Medicina

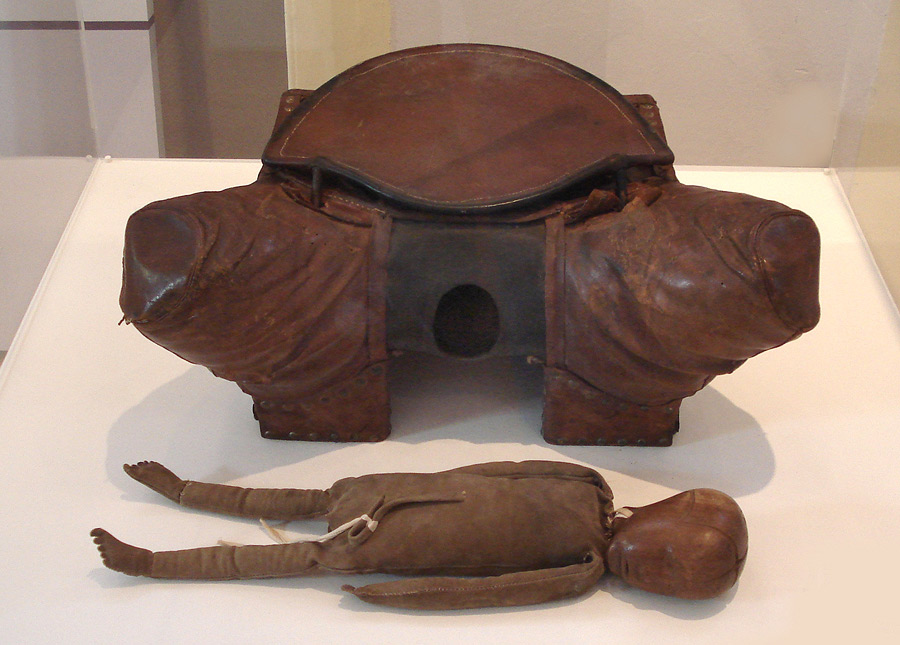
Modelo de pélvis do início do século XX para ensino. Museu de História da Medicina.

No prédio histórico hoje funciona o Museu de História da Medicina do Rio Grande do Sul, criado em outubro de 2006 pelo Sindicato Médico do Rio Grande do Sul, com um acervo que reúne milhares peças, entre ferramentas cirúrgicas do século XIX, antigos frascos e caixas de remédios e microscópios artesanais, além de contar com um acervo bibliográfico de mais de quatro mil títulos, incluindo os Archivos Rio-Grandenses de Medicina (uma conceituada revista médica da primeira metade do século XX), e antigas teses dos alunos da Faculdade de Medicina da UFRGS.
Durante o processo de instalação do museu foi constatado que o acervo documental da Beneficência estava mal acomodado e em péssimas condições de conservação. Foi então concluído um convênio entre o museu, a Unisinos e o Arquivo Histórico do Rio Grande do Sul para a recuperação desse valioso material, sendo realizadas higienização, transcrição de documentos, organização do acervo e criação de um catálogo.